# MiRNA

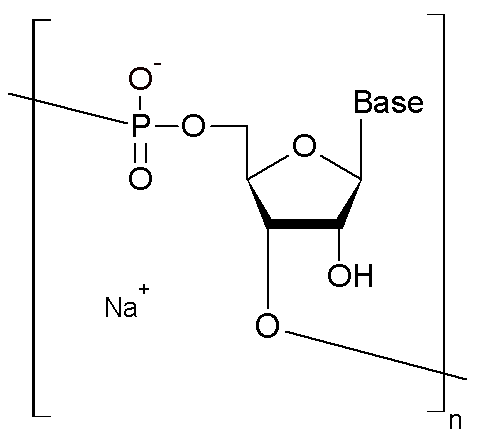
miRNAの化学構造式。RNA構成単位のヌクレオチドが直鎖状にn個連結している。Baseは核酸塩基を示している。miRNAの平均分子量は330 (g mol^{—1}) × n (塩基数) の式によって簡易に算出できる。

miRNA (microRNA, マイクロRNA) は、ゲノム上にコードされ、多段階的な生成過程を経て最終的に20から25塩基長の微小RNAとなる機能性核酸である。
この鎖長の短いmiRNAは、機能性のncRNA (non-coding RNA, ノンコーディングRNA, 非コードRNA： タンパク質へ翻訳されないRNAの総称) に分類されており、ほかの遺伝子の発現を調節するという、生命現象において重要な役割を担っている。

## miRNAの発見
1993年、C.elegans (Caenorhabditis elegans, 線虫) で、ヴィクター・アンブロス、R. C. Lee、R. Feinbaumらは最初のmiRNA (lin-4) を発見した。このときはmiRNAではなくstRNA (small temporal RNA, 小分子RNA) と呼ばれていた。
miRNAという学名は、2001年に発行されたScience誌の論文で提唱された。
2001年以降、miRNA研究は急速に進展した。年々新たな種類のmiRNAが発見され、miRNAは種別を問わず、さまざまな種類の生物 (植物： シロイヌナズナ, イネ; 動物： シー・エレガンス, ショウジョウバエ; 哺乳類： マウス, ヒト) に存在していることが明らかになった。
2014年時点で、223種類の生物において35,828種類のmiRNAが発見されている。

## miRNAの命名法
新たに発見されたmiRNAの名称は、以下の(1)～(5)にしたがって決められる。
| (1) 生物の種類を定義する。 ショウジョウバエ型miRNAの場合、dmeの略称を使用する。 マウス型miRNAの場合、mmuの略称を使用する。 ヒト型miRNAの場合、hsaの略称を使用する。 (2) 構造のタイプを定義する。 前駆体の場合、mirを使用する。 成熟体の場合、miRを使用する。 一部例外も存在する。 (3) 塩基配列の登録番号を定義する。 同定された順に番号を付ける。 類似した配列の場合、番号の後ろに小文字のアルファベットを付ける。 (4) 生成過程の由来を定義する。 異なる遺伝子座を由来とする場合、数字で区別する。 異なる前駆体を由来とする場合、5'末端側の鎖を5p、3'末端側の鎖を3pとして区別する。 定義しない場合もある。 (5) miRNAの名称を定義する。 (1)～(4)で定義した因子をハイフン (“‐”) でつなげる。 一例として、dme-let-7、mmu-mir-1-1およびhsa-miR-15a-5pなどが挙げられる。 |

## miRNAの生合成

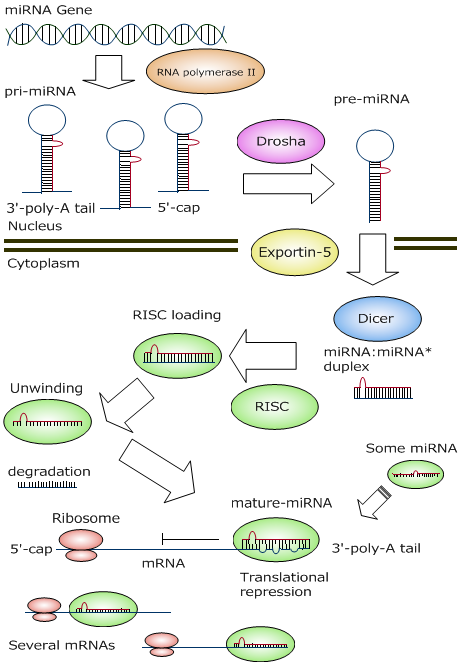
miRNAの生合成と制御機能。

ゲノムDNAには、miRNAの塩基配列とほぼ相補な配列が含まれている。一般に、この配列はmiRNA遺伝子と呼ばれている。
ここでいう相補 とは、核酸塩基がワトソン・クリック型塩基対を形成していることを意味する。具体的には、A (adenine, アデニン), T (tymine, チミン), G (guanine, グアニン), C (cytosine, シトシン), U (uracil, ウラシル) の5種類の天然型塩基が特定のペアー同士で水素結合によって塩基対を形成する。AとT/Uは2本の水素結合により対をなす。GとCは3本の水素結合により対をなす。したがって水素結合の数が1本多いことから、G：Cの塩基対はA：T/Uの塩基対よりも安定性が高い。

### pri-miRNAの生成
miRNA遺伝子がRNAポリメラーゼIIによって1本鎖RNAに転写されると、転写されたRNA配列内で相補な部分は、内在的に結合して2本鎖になる。そうして最終的な構造はヘアピンループ型の構造（tRNAに類似した形状）となる。この構造をとったmiRNAはpri-miRNA (primary miRNA, 初期転写産物) と呼ばれている。pri-miRNAは数百～数千塩基長の長鎖RNAであり、5’末端側にキャップ構造 (5'-cap: 7mGppp, 7-methyl guanosine) が形成されており、3'末端側にポリAテール (3'-poly-A tail: AA...A, polyadenosine) が付与されている。
通常、ヘアピンループ型の構造をとる部分以外については配列がミスマッチになっており、この構造はスターフォームと呼ばれている。

### pre-miRNAの生成
核内に存在するRNaseIII様のDrosha (ドローシャ) と呼ばれる酵素がこのpri-miRNA分子の一部を切断して、約70塩基長のステムループ構造をもつpre-miRNA (precursor miRNA, 成熟したmiRNAの前駆体) を作る。次いで、pre-miRNA分子はExportin-5と呼ばれるキャリアタンパク質によって細胞核の外に輸送される。

### mature-miRNAの生成
細胞質に放出された後、Dicer（ダイサー：RNAi (RNA interference, RNA干渉) を参照）と呼ばれる酵素のスプライシングによって、pre-miRNAは20から25塩基長の2本鎖miRNAとなる。
ただし植物の場合、2本鎖miRNAはpri-miRNAからDicerによって直接的に切り出される。
2本鎖miRNAは、Ago（Argonaute, アルゴノート）タンパク質からなるRISC (RNA-induced silencing complex, RNA誘導サイレンシング複合体) タンパク質群に取り込まれる。
RISCに取り込まれた2本鎖miRNAはRISC中で解かれ、2つの1本鎖miRNAとなる。そのうち、より不安定な1本鎖は分解される。
もう一方の安定な1本鎖miRNAはmRNA (messenger RNA, 伝令RNA) の3'-UTR (untranslated region, 非翻訳領域) と部分相補的な遺伝子配列をもっている。つまり、その1本鎖miRNAは自身と部分相補的な塩基配列をもつmRNAに結合することで、その遺伝子の翻訳反応を阻害する。このような機能をもつ1本鎖miRNAはmature-miRNA (成熟miRNA, 機能性miRNA) と呼ばれている。ただし植物の場合、siRNA (short-interfering RNA, 低分子干渉RNA) によるRNAiのように、miRNAは標的mRNAを分解させる。
mature-miRNAの塩基配列の5'-末端側より2番目～8番目までの7塩基は、seed配列と呼ばれている。この配列と相補的な配列をもつmRNAは、mature-miRNAの標的として強く認識される。
mature-miRNAのseed配列とmRNAの3'-UTRの相互作用について、熱力学的な手法を用いた解析が進められてきた。その結果、初期状態のギブズエネルギーは－4.09 (kcal mol—1) であり、最終状態のギブズエネルギーは－14 (kcal mol—1) であることが明らかにされた。したがって、mature-miRNAとmRNAの結合反応におけるギブズエネルギー変化は－10 (kcal mol—1) であると考えられる。この値は水素結合の結合エネルギーとほぼ等しい。このことから、mature-miRNAとmRNAはワトソン・クリック型の塩基対を形成しているといえる。つまり、GC含量の高いseed配列をもつmature-miRNAは、mRNAの3'-UTRに対して安定に結合できる。

## miRNAの制御機能
機能性のncRNAの中でも、短鎖RNAはsmall RNA (スモールRNA, 小さなRNA) と呼ばれている。
small RNAとして広く知られているものに、siRNAとmiRNAがある。
siRNAは、ウイルスRNAの転写を阻止する機能をもつ。また、細胞の遺伝子発現の調節に関わっている。siRNAは外来性の2本鎖RNAであり、ヘアピンループ構造を形成している。その作用機構はRNAi機構である。
siRNAは単一のmRNA配列に完全相補的に結合する。特定のmRNAを分解に導くことで遺伝子発現を強力に阻害する。
一方、miRNAはsiRNAと違い、複数のmRNA配列に部分相補的に結合する。miRNAは、mRNAの翻訳反応を物理的に阻害することで、さまざまな遺伝子発現を抑制する。
このことから、1種類のmiRNAは、多種類のmRNAの遺伝子発現調節に関わっているといえる。
逆に言い換えれば、1種類のmRNAの遺伝子発現は、多種類のmiRNAによって調節されている。
したがって、miRNAとmRNAは複雑な遺伝子発現制御ネットワークを形成していると考えられる。
つまり、miRNAは単一で機能しているのではなくて、ほかの種類のmiRNAと協力することで、複数のmRNAの遺伝子発現を抑制している。
このようにして、miRNAは制御機能のバランスを保ち、生物の恒常性を維持している。

## miRNAの解析
miRNAは、細胞の発生、分化、増殖 および細胞死 などの基本的な生命現象の調節に関わっている。特に哺乳類の場合、2,500種類以上 のmiRNAが遺伝子発現の30-90%を制御していることが知られている。これらの知見から、miRNAと生命現象の間には非常に密接な関係が成り立っているといえる。そのため、世界各国の研究者らによってmiRNAの解析が進められている。

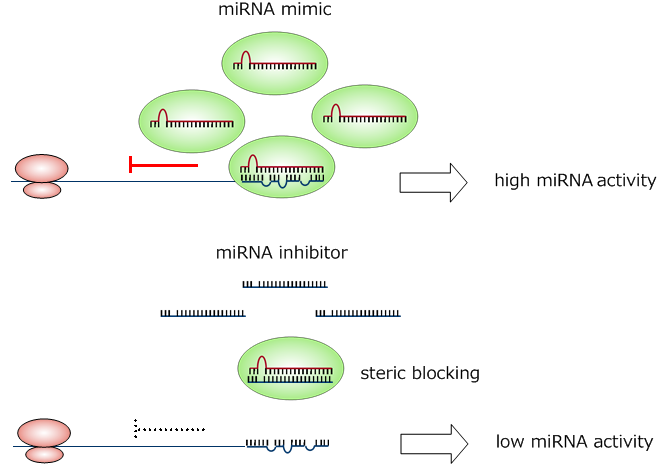
miRNA mimicとmiRNA inhibitorの作用機構。

miRNAの解析には、大きく分けて2つのツールが広く使われている。
miRNA mimic (miRNAミミック、miRNA擬態者) とmiRNA inhibitor (miRNAインヒビター、miRNA阻害剤) である。
miRNA mimicは、miRNA分子を模倣した2本鎖RNAである。miRNAの機能活性を高めることでmiRNAの機能を解析する。
miRNA inhibitorは、miRNA分子に特異的に結合する1本鎖RNAである。miRNAの機能活性を低めることでmiRNAの機能を解析する。
miRNA inhibitorの原理には、アンチセンス核酸分子を用いたアンチセンス法が用いられている。アンチセンス法とは、ターゲットの核酸分子と対になるような塩基配列を有する核酸分子をターゲットの核酸分子に結合させることで、ターゲットの核酸分子の機能を阻害する手法である。つまり、ターゲットのmiRNAの機能のみを強力に阻害することで、そのmiRNAの細胞内での役割を明らかにできる。
実際、miRNAの機能を強力に阻害することを主な目的として、非天然型の人工合成核酸で配列選択的に修飾されたアンチセンス核酸分子の設計と開発の研究が盛んに行われている。一般に、このようなアンチセンス核酸分子はmiRNAの機能を阻害するアンチセンス核酸分子という意味をもつので、AMO (anti-miRNA oligonucleotide, 抗miRNAオリゴヌクレオチド) と呼ばれている。
AMO設計の研究について、有機化学的な合成手法と、分子生物学的および熱力学的な解析手法を用いることで、さまざまな種類のAMO分子が開発されている。

## miRNAと疾患
miRNAは、がん、心血管疾患、神経変性疾患、精神疾患、慢性炎症性疾患 などの発症と進行に関わっている。特に、がんの原因因子についてはさまざまな議論がなされているが、その中でもmiRNAは、細胞のがん化に深く関与していることが多くの研究者らによって指摘されている。
miRNAとがん化の関わりについて、2002年、米国のG. M. CalinとC. M. Croceらによって最初の報告がなされた。
それ以降、がんに関わるmiRNAに、正の制御をする (がん化を促進する) ものと負の制御をする (がん化を抑制する) ものの2種類のタイプが存在することがわかった。
正の制御をするmiRNAはonco miRNA (oncogenic miRNA, がん促進型miRNA) 、負の制御をするmiRNAはTumor Suppressor miRNA (がん抑制型miRNA)  と呼ばれている。
特に、onco miRNAに関して、その発現量の亢進が細胞のがん化を誘発していることが明らかにされている。つまり、miRNAの発現量異常は、生物の恒常性の破綻に直結する。
| miRNAの種類 | onco miRNA/tumor suppressor miRNA | がんの種類                                  |
| ----------- | --------------------------------- | ------------------------------------------- |
| miR-21      | onco miRNA                        | 乳がん、子宮頸がん、肺がん、大腸がん など   |
| miR-34      | tumor suppressor miRNA            | 前立腺がん、肺がん、大腸がん、肝臓がん など |

2010年、米国の研究グループは初期のリンパ腫を人為的に発症させたトランスジェニックマウスを作製した。そのマウスにおいて、onco miRNAのひとつであるmiR-21 (miRNA-21) というmiRNAの発現量を抑制した場合、プレB細胞由来のリンパ腫の消滅が観察された。そのため、onco miRNAの発現量を低下させ、がん細胞を消滅させるという方法は、がんの新たな治療薬の開発手法のひとつとして注目されている。
事実、miRNAとがん発症に高い相関性が見られることから、がんを中心としたさまざまなヒト疾患に対する核酸医薬品の開発が盛んに行われている。
2013年、米国の研究グループによって、miRNA mimic (miR-34a mimic) をがん患者に投与した、最初の臨床研究がはじまった。以降、2015年までに米国では数十例の臨床研究が進められてきた。また、マイクロRNAについてはがん診断のためのバイオマーカーへの応用も期待されている。